# Championnats d'Europe de BMX 2022
Navigation
Édition précédente Édition suivante
Les championnats d'Europe de BMX 2022 ont lieu du 8 au 10 juillet 2022 à Dessel en Belgique.

## Podiums
| Épreuves                     | Or                                                  | Argent                                                   | Bronze                                                   |
| ---------------------------- | --------------------------------------------------- | -------------------------------------------------------- | -------------------------------------------------------- |
| Épreuves masculines          |                                                     |                                                          |                                                          |
| Élites                       | Kye Whyte                                           | Cédric Butti                                             | Eddie Moore                                              |
| Moins de 23 ans              | Hugo Marszalek                                      | Tatyan Lui-Hin-Tsan                                      | Magnus Dyhre                                             |
| Juniors                      | Marcus Leth                                         | Mārtiņš Zadraks                                          | Andrea Fendoni                                           |
| Contre-la-montre par équipes | France Léo Garoyan Dylan Gobert Arthur Pilard       | Italie Giacomo Fantoni Martti Sciortino Giacomo Gargagli | Allemagne Stefan Heil Julian Schmidt Kay Stindl          |
| Épreuves féminines           |                                                     |                                                          |                                                          |
| Élites                       | Bethany Shriever                                    | Elke Vanhoof                                             | Camille Maire                                            |
| Moins de 23 ans              | Malene Kejlstrup Sørensen                           | Thalya Burford                                           | Nadine Aeberhard                                         |
| Juniors                      | Renske van Santvoort                                | Emily Hutt                                               | Aiko Gommers                                             |
| Contre-la-montre par équipes | France Léa Brindjonc Mathilde Doudoux Camille Maire | Belgique Elke Vanhoof Aiko Gommers Valerie Vossen        | Lettonie Vineta Pētersone Veronika Stūriška Līva Glāzere |

## Tableau des médailles
| Rang  | Nation          | Or | Argent | Bronze | Total |
| ----- | --------------- | -- | ------ | ------ | ----- |
| 1     | France          | 3  | 1      | 1      | 5     |
| 2     | Grande-Bretagne | 2  | 1      | 1      | 4     |
| 3     | Danemark        | 2  | 0      | 1      | 3     |
| 4     | Pays-Bas        | 1  | 0      | 0      | 1     |
| 5     | Belgique        | 0  | 2      | 1      | 3     |
| 5     | Suisse          | 0  | 2      | 1      | 3     |
| 7     | Italie          | 0  | 1      | 1      | 2     |
| 7     | Lettonie        | 0  | 1      | 1      | 2     |
| 9     | Allemagne       | 0  | 0      | 1      | 1     |
| Total | Total           | 8  | 8      | 8      | 24    |